# Francesco Panvini Rosati
Pour les articles homonymes, voir Rosati (homonymie).
Francesco Panvini Rosati (1923-1998) est un numismate italien spécialiste des monnaies de l'Italie antique, et en particulier des Étrusques.

## Biographie
Franco Panvini Rosati est un élève de Secondina Lorenza Cesano auprès de laquelle il obtient la laurea en 1946 à l'Université de Rome « La Sapienza » et dont il est l'assistant depuis.
En 1948 il devient conservateur adjoint du médaillier du Musée national romain et en 1949 il succède au poste de directeur de son professeur Secondina Cesano.
Dans l'année académique 1961 - 1962 il est professeur de numismatique à l'Université de Bologne. Avec sa venue la numismatique devint un cours autonome alors qu'auparavant il est inclus dans l'enseignement d'archéologie.
Son activité s'étend à d'autres villes de la région. À Parme il restructure le médaillier du musée local Museo Archeologico Nazionale et à Ravenne il effectue la reconnaissance d'un petit trésor médiéval découvert rue Luca Longhi.
En 1975 il quitte le Musée national romain afin d'occuper la chaire de numismatique de l'Université de Palerme. Par la suite il rejoint l'athénée de Macerata et enfin en 1983 il enseigne définitivement à La Sapienza de Rome.
À partir de 1959 il est curateur de la collection offerte au peuple italien par Victor-Emmanuel III d'Italie.

## Monnaies étrusques
Pendant les  années 1960 et 1970 l'école dite Plinienne guidée par Francesco Panvini Rosati est très active. À partir de divers travaux, elle met à mal les datations et les attributions traditionnelles.
En 1985, Francesco Panvini Rosati, faisant la synthèse de 80 ans de recherches sur la circulation des monnaies grecques en Étrurie et en associant ce matériel aux découvertes de Pristina arriva à la conclusion que la monnaie en Étrurie datait du Ve siècle av. J.-C.

## Publications
- Ricordo di S. L. Cesano, Istituto Italiano di Numismatica. Annales Vol. 20, 1973.
- avec Herbert Adolph Cahn, La moneta greca e romana, 2000.

## Sources
- Emanuela Ercolani Cocchi, Franco Panvini Rosati è morto a Roma all'età di 75 anni, en « Cronaca Numismatica », n. 98, juin 1998, p.  68-69.

- (it) Cet article est partiellement ou en totalité issu de l’article de Wikipédia en italien intitulé « Francesco Panvini Rosati » (voir la liste des auteurs).